# Соколовський Сергій Анатолійович
Сергі́й Анато́лійович Соколо́вський (27 травня 1963, Вінниця, СРСР) — генерал-лейтенант Національної гвардії України, начальник Національної академії Національної гвардії України (з 2016 року), кандидат технічних наук, доцент.

## Життєпис
На військовій службі — з 1982 року. В 1986 році закінчив Харківське вище військове училище тилу МВС СРСР, 2002-го — Національну академію оборони України.
1999 року призначений заступником начальника Національної академії Національної гвардії України з озброєння та техніки — начальник технічної частини. 2014 року призначений першим заступником начальника Академії по навчально-методичній та науковій роботі.
25 березня 2015 року першому заступнику начальника Національної академії Національної гвардії України з навчально-методичної та наукової роботи полковнику Соколовському С.А. присвоєно звання «генерал-майора».
26 грудня 2016 року призначений начальником Національної академії Національної гвардії України.
23 серпня 2018 року присвоєно звання — «генерал-лейтенанта».

## Нагороди та відзнаки
- Орден Данила Галицького (2007)[1]
- Заохочувальна відзнака Міністерства внутрішніх справ України, медаль «15 років МВС України»
- Заохочувальна відзнака Міністерства внутрішніх справ України, медаль «10 років МВС України»